# 대청동 (대전)
대청동(大淸洞)은 대전광역시 동구에 속한 행정동이다. 1980년 대청댐 건설로 총면적의 23.8%에 해당하는 15.13km2가 수몰되었다. 행정구역이 광활하고 지역 주민의 노령화 및 농촌지역으로 취약지역이다. 개발제한구역 및 상수원보호구역 등 각종 규제로 주민불편 사항 잠재되어 있다. 그러나 세천 유원지, 대청호, 녹색농촌체험마을 등 관광코스로는 각광을 받는 지역이다.

## 연혁
- 1914년 대전군 동면
- 1935년 대덕군 동면
- 1989년 1월 1일 대전직할시 편입 추동, 세천동으로 분리하여 행정동 설치
- 1998년 10월 13일 과소동

## 법정동
- 추동(秋洞)
- 효평동(孝坪洞)
- 직동(稷洞)
- 비룡동(飛龍洞)
- 주산동(注山洞)
- 용계동(龍溪洞)
- 마산동(馬山洞)
- 세천동(細川洞)
- 신상동(新上洞)
- 신하동(新下洞)
- 신촌동(新村洞)
- 사성동(沙城洞)
- 내탑동(內塔洞)
- 오동(梧洞)
- 주촌동(舟村洞)

## 교육
- 동명초등학교 (추동)
  - 효평분교 (폐교, 現 효평마루) -  동구 대청호수로 1096-26 (효평동)
- 세천초등학교 (세천동)
- 동신과학고등학교 (비룡동)